# Miguel Ángel García (bokser)
Miguel Angel Garcia (ur. 15 grudnia 1987 w Ventura) – amerykański bokser, były zawodowy mistrz świata wagi piórkowej (do 126 funtów) federacji WBO.

## Kariera zawodowa
Karierę zawodową rozpoczął 14 lipca 2006. Do listopada 2012 stoczył 30 walk, wszystkie wygrywając. W tym czasie zdobył tytuły USBA, WBO NABO i NABF w wadze piórkowej. Pokonał między innymi byłego mistrza WBA Argentyńczyka Jonathana Victora Barrosa.
19 stycznia 2013 otrzymał szansę walki o tytuł mistrzowski federacji WBO. Zmierzył się w Nowym Jorku z broniącym tytułu Meksykaninem Orlando Salido. Przeciwnik był liczony w rundzie pierwszej (dwukrotnie), trzeciej i czwartej. W ósmej rundzie walka została przerwana po przypadkowym zderzeniu głowami, które spowodowało złamanie nosa Garcii. Wszyscy sędziowie wypunktowali zdecydowane zwycięstwo Garcii, który został nowym mistrzem świata.
25 stycznia 2014 w Newym Yorku, García pokonał jednogłośnie na punkty Meksykanina Juana Carlosa Burgosa (30-1-2). Sędziowie punktowali 118:110, 118:110 i 119:109. Po walce wdał się w konflikt z promującą go grupą Top Rank i wskutek nieaktywności stracił pas WBO w wadze super piórkowej.
29 lipca 2017 w Barclays Centre w Nowym Jorku zmierzył się z Adrienem Bronerem (33-2, 24 KO). Pojedynek wygrał jednogłośnie na punkty (117-111, 116-112, 116-112).
28 lipca 2018  w Los Angeles pokonał  jednogłośnie na punkty (116:111, 117:110 i 118:109) Roberta Eastera Jr (21-1, 14 KO), unifikując pasy WBC i IBF wagi lekkie.
16 marca 2019 w Arlington przegrał na punkty 107-120 i dwa razy 108-120 z mistrzem świata organizacji IBF wagi półśredniej Errolem Spence'm Juniorem (25-0, 22 KO).
29 lutego 2020 w Frisco pokonał jednogłośnie na punty 114:113 i dwukrotnie 116:111 Jessie Vargasa (29-3-2, 11 KO)